# 創業集團控股

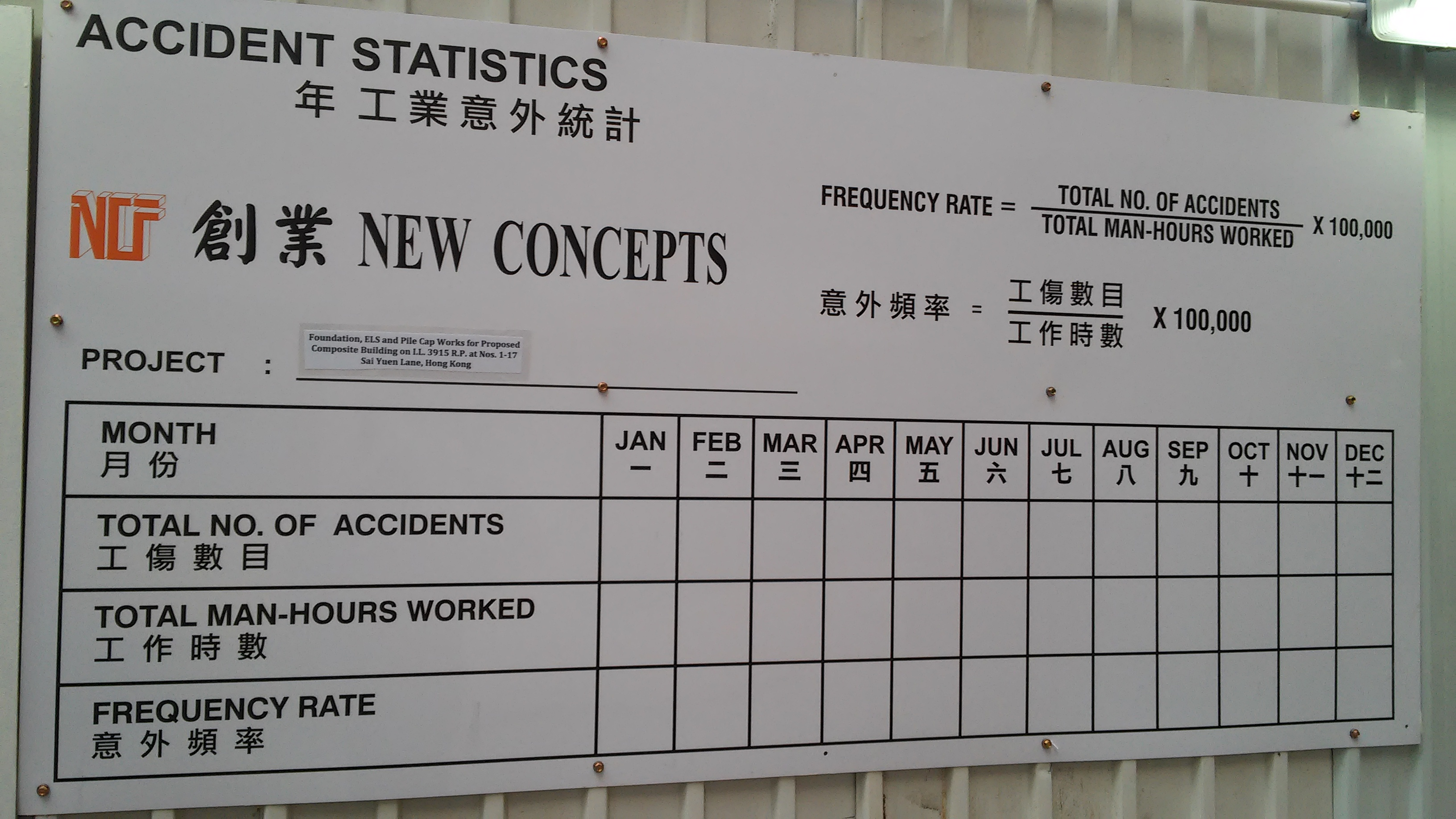

創業集團（控股）有限公司，簡稱創業集團控股（英語：New Concepts Holdings Limited，港交所：2221），在1996年，由朱樹昌（主席）於香港總部成立「創業工程建設有限公司」。
行政總裁關萬禧，業務在香港經營地基、土木工程及一般屋宇工程。
招股價為介乎0.75至0.9港元，發行新股為1億股，集資額為5,710萬港元。股份在2014年9月19日於港交所主板上市。

## 連結
- ncfl.com.hk/